# Ribemont
Ribemont è un comune francese di 1 904 abitanti situato nel dipartimento dell'Aisne della regione dell'Alta Francia.

## Storia

### Simboli
Lo stemma del comune di Ribemont si blasona:
Alias: scaccato d'oro e d'azzurro.
Il capo di Francia ricorda che l'antica signoria fu annessa ai domini della Corona nel 1399, venduta al Re di Francia da Florence de Ribemont, sposa di Guy IX de Moy.
Le figure nel campo dello scudo vanno lette come un rebus del nome del paese che nel 1696 si scriveva Riblemont: il sole è chiamato Ri nell'astronomia cinese; i due covoni, oltre a riferirsi alla coltivazione dei cereali, richiamano il suono Blé ("grano" in francese); il monte completa l'insieme per formare il nome Riblemont.

### Onorificenze
- Croix de guerre 1914-1918

## Monumenti e luoghi d'interesse
- Chiesa dei Santi Pietro e Paolo, inclusa nella lista dei Monumenti storici di Francia nel 1921[3]
- Ex abbazia benedettina di Saint-Nicolas-des-Prés fondata nel 1083, Monumento storico dal 1982[4]
- Museo Condorcet, casa natale di Nicolas de Condorcet

## Società

### Evoluzione demografica
Abitanti censiti